# Гебвиллер (кантон)
Гебвилле́р (фр. Guebwiller) — кантон на северо-востоке Франции в регионе Гранд-Эст (бывший Эльзас — Шампань — Арденны — Лотарингия), департамент Верхний Рейн, округе Тан-Гебвиллер.

## Географическое положение
Кантон граничит на севере с кантоном Вендзенем, на юго-востоке с кантоном Виттенем и на юго-западе с кантоном Серне.

## История
Кантон был основан 4 марта 1790 года в ходе учреждения департаментов как часть тогдашнего «района Кольмар».
С созданием округов 17 февраля 1800 года, кантон по-новому переподчинён, как часть округа Кольмар.
В составе Германской империи с 1871 по 1919 год не было разбивки на кантоны и не существовало «округа Гебвиллер», а была единая имперская провинция Эльзас-Лотарингия без разбиений на города и общины.
С 28 июня 1919 года кантон Гебвиллер снова стал частью округа Гебвиллер.
До реформы 2015 года в кантон входили 11 коммун. По закону от 17 мая 2013 и декрету от 21 февраля 2014 года количество кантонов в департаменте Верхний Рейн уменьшилось с 31 до 17. Новое территориальное деление департаментов на кантоны вступило в силу во время выборов 2015 года. После реформы в кантоне находится 18 коммун нового округа Тан-Гебвиллер.
Начиная с выборов в марте 2015 года, советники избираются по смешанной системе (мажоритарной и пропорциональной). Избиратели каждого кантона выбирают Совет департамента (новое название генерального Совета): двух советников разного пола. Этот новый механизм голосования потребовал перераспределения коммун по кантонам, количество которых в департаменте уменьшилось вдвое с округлением итоговой величины вверх до нечётного числа в соответствии с условиями минимального порога, определённого статьёй 4 закона от 17 мая 2013 года. В результате пересмотра общее количество кантонов департамента Верхний Рейн в 2015 году уменьшилось с 31-го до 17-ти.
Советники департаментов избираются сроком на 6 лет. Выборы территориальных и генеральных советников проводят по смешанной системе: 80 % мест распределяется по мажоритарной системе и 20 % — по пропорциональной системе на основе списка департаментов. В соответствии с действующей во Франции избирательной системой для победы на выборах кандидату в первом туре необходимо получить абсолютное большинство голосов (то есть больше половины голосов из числа не менее 25 % зарегистрированных избирателей). В случае, когда по результатам первого тура ни один кандидат не набирает абсолютного большинства голосов, проводится второй тур голосования. К участию во втором туре допускаются только те кандидаты, которые в первом туре получили поддержку не менее 12,5 % от зарегистрированных и проголосовавших «за» избирателей. При этом, для победы во втором туре выборов достаточно простого большинства (побеждает кандидат, набравший наибольшее число голосов).

## Состав кантона
До марта 2015 года в составе кантона было 11 коммун:
| Коммуна              | Французское название    | Площадь, км² | Население, чел. (2012) |
| -------------------- | ----------------------- | ------------ | ---------------------- |
| Бергольц             | Bergholtz               | 4,24         | 1063                   |
| Бергхольццель        | Bergholtzzell           | 2,29         | 450                    |
| Бюль                 | Buhl                    | 8,8          | 3310                   |
| Гебвиллер            | Guebwiller              | 9,68         | 11440                  |
| Лотенбак             | Lautenbach              | 13,02        | 1574                   |
| Лотенбакзель         | Lautenbachzell          | 23,14        | 974                    |
| Линталь              | Linthal                 | 20,84        | 646                    |
| Мюрбак               | Murbach                 | 6,66         | 140                    |
| Оршвир               | Orschwihr               | 7,09         | 1052                   |
| Рембак-пре-Гебвиллер | Rimbach-près-Guebwiller | 4,84         | 234                    |
| Рембашзель           | Rimbachzell             | 1,79         | 202                    |

С марта 2015 года площадь кантона — 169,87 км², включает в себя 18 коммун, в том числе 11 коммун прежнего кантона Гебвиллер и 7 коммун из состава упразднённого кантона Сульс-О-Рен. Суммарная численность населения коммун в составе кантона — 36 568 человек, плотность населения — 215 чел/км² (по данным INSEE, 2012). Офис советника находится в коммуне Гебвиллер.
| Код INSEE | Коммуна              | Французское название    | Почтовый индекс | Площадь, км² | Население (2012) | Плотность, чел/км² |
| --------- | -------------------- | ----------------------- | --------------- | ------------ | ---------------- | ------------------ |
| 68029     | Бергольц             | Bergholtz               | 68500           | 4,24         | 1063             | 250,7              |
| 68030     | Бергхольццель        | Bergholtzzell           | 68500           | 2,29         | 450              | 196,5              |
| 68058     | Бюль                 | Buhl                    | 68530           | 8,8          | 3310             | 376,1              |
| 68112     | Гебвиллер            | Guebwiller              | 68500           | 9,68         | 11440            | 1181,8             |
| 68122     | Артмансвиллер        | Hartmannswiller         | 68500           | 4,78         | 655              | 137,0              |
| 68156     | Иссенайм             | Issenheim               | 68500           | 8,18         | 3485             | 426,0              |
| 68159     | Жюнольц              | Jungholtz               | 68500           | 4,0          | 913              | 228,3              |
| 68177     | Лотенбак             | Lautenbach              | 68610           | 13,02        | 1574             | 120,9              |
| 68178     | Лотенбакзель         | Lautenbachzell          | 68610           | 23,14        | 974              | 42,1               |
| 68188     | Линталь              | Linthal                 | 68610           | 20,84        | 646              | 31,0               |
| 68203     | Мерксайм             | Merxheim                | 68500           | 9,1          | 1287             | 141                |
| 68229     | Мюрбак               | Murbach                 | 68530           | 6,66         | 140              | 21                 |
| 68250     | Оршвир               | Orschwihr               | 68500           | 7,09         | 1052             | 148                |
| 68260     | Редерсайм            | Raedersheim             | 68190           | 5,69         | 1150             | 202                |
| 68274     | Рембак-пре-Гебвиллер | Rimbach-près-Guebwiller | 68500           | 4,84         | 234              | 48                 |
| 68276     | Рембашзель           | Rimbachzell             | 68500           | 1,79         | 202              | 113                |
| 68315     | Сульс-О-Рен          | Soultz-Haut-Rhin        | 68360           | 29,56        | 7210             | 244                |
| 68381     | Вюнайм               | Wuenheim                | 68500           | 6,17         | 783              | 127                |

## Администрация
| Период    | Члены совета департамента    |  | Партия      |
| --------- | ---------------------------- |  | ----------- |
| 1976—1998 | Шарль Эби                    |  | UDR         |
| 1998—2011 | Даниэль Вебер                |  | ОПР         |
| 2011—2015 | Ален Грапп                   |  | СНД         |
| 2015—2020 | Ален Грапп и Карин Пальаруло |  | Союз правых |